# Jirye-myeon
Jirye-myeon (koreanska: 지례면) är en socken i den centrala delen av Sydkorea, 200 km sydost om huvudstaden Seoul. Den ligger i kommunen Gimcheon i provinsen Norra Gyeongsang. 